# Кызылеспенский полиметаллический рудник
Кызылеспенский полиметаллический рудник — расположен в 45 км к северо-востоку от ж.-д. станции Мойынты Шетского района Карагандинской области. В 1834—1918 годы иностранные предприятия проводили геологические работы. Геология Кызылеспенского полиметаллического рудника исследована в 1919—1950 годы. Рудное поле состоит из карбонатных пород кембрия-ордовика, пород вулканического происхождения силура и девона. Здесь имеются относящиеся к массиву Кызылеспе аляскитные граниты верхнего карбона, крупные калийшпатный гранит, дайки. В соседних скарнах встречается много цинко-свинцовых руд. Процесс минерализации на месторождении делится на железную, редкоземельную и полиметаллическую руды, Зона окисления делится на два вида: обогащенных и нач. сульфидных зон. Зоны рудного тела, обогащенные сульфидом, уходят на глубину 20—30 м ниже поверхности земли. Здесь встречаются карбонат, свинец, цинк и медные карбонаты, лимонит, псиломелан, вульфенит, хризоколла, опал, халцедон. Главные рудосоставляющие минералы — церуссит и смитсионит. Встречаются халькозин, ковеллин, борнит, халькопирит. Сульфидную руду составляют мелкий (0,2—2 мм) и крупный (1 см) агрегатный галенит, сфалерит, пирит, халькопирит, арсенопирит, аргентит, висмутин, станции, тетраэдрит, касситетрит. Минералы жил — кварц, кальцит, серицит, хлорит, аксинит. Второстепенные элементы — серебро, кадмий, индий, висмут, олово, галлий, германий.
Рядом находился населенный пункт Кызылеспе.